# Pět lžiček elixíru
Pět lžiček elixíru (1983, Пять ложек эликсира) je název nerealizovaného vědeckofantastického filmového scénáře ruských sovětských spisovatelů bratrů Strugackých, který vznikl na základě jedné epizody z románu Kulhavý osud, který v té době nebyl ještě vydán. Tiskem scénář vyšel poprvé časopisecky až roku 1989.

## Obsah scénáře
Spisovatel Felix Alexandrovič Sněgirjov zjistí, že jeho souseda Konstantina Iljiče Kurďukova odváží zdravotnická záchranná služba do nemocnice s otravou botulinem. Kurďukov napůl v bezvědomí prosí Felixe, aby zašel do ústavu na Bogorodské za Ivanem Davidovičem Martyňukem, aby mu poslal dvě kapky jakéhosi mafussalinu. Felixi jeho přání vyhoví a Kurďukov se zázračně uzdraví.
Večer se u Felixe objeví jeho přítelkyně Natálie (Nataša) Petrovna, Kurďukov, Martyňuk a ještě dva neznámí lidé. Martyňuk Felixovi sdělí, že mu Sněgirov vlastně vyzradil tajemství elixíru života. Vysvětlí mu, že nedaleko města je v téměř neznámé jedné rokli krasová jeskyně, ve které je na nejhlubším místě osamocený stalaktit naprosto nezvyklé šarlatové barvy, ze kterého kane elixír, tedy vlastně mimořádně účinný hormonální regulátor. Nechrání před zraněním ani před násilnou smrtí, ale jedna lžička stačí k tomu, aby po tři roky bránila v lidském organismu jakýmkoli projevům stárnutí. Je to však jen pět lžiček za tři roky. Každému z pětice je nyní více než pět set let.
Martyňuk Felixovi dává na výběr. Protože zná nyní jejich tajemství, buďto se přidá k nim a o místo se střetne s Kurďukovem nebo jej zabijí. Felix nabídku odmítá a prohlašuje, že o nich nikomu neřekne. Považuje totiž za štěstí pro lidstvo, že elixír nesmrtelnosti objevila banda nul, lenochů a beznadějných poživačných oslů.

## Filmové adaptace
- Pokušení B., (1990, Искушение Б.), ruský sovětský televizní film, režie Arkadij Sirenko.

## Česká vydání
- Pět lžiček elixíru, vydáno v časopise Sovětská literatura 1986/12, přeložil Libor Dvořák.